# Крезиловий фіолетовий
Крези́ловий фіоле́товий — органічна сполука з хімічною формулою {\displaystyle {\ce {C19H18ClN3O}}}, основний оксазиновий барвник. Коричнево-зелений порошок, погано розчинний у воді та спирті. Використовується в мікроскопії для біологічних досліджень та прижиттєвого мічення.
Синоніми: Brilliantkresylviolett, cresyl fast violet, cresyl violet, Kresylechtviolett, Kresylviolett.

## Властивості
Порошок із темних зелено-коричневих кристалів. Має молярну масу 339,82 г/моль. Погано розчинний у воді (0,38 г/100 г при 26 °C), етиловому спирті, трихлорметані.
Максимум поглинання розчину барвника λmax = 592 нм.

## Застосування

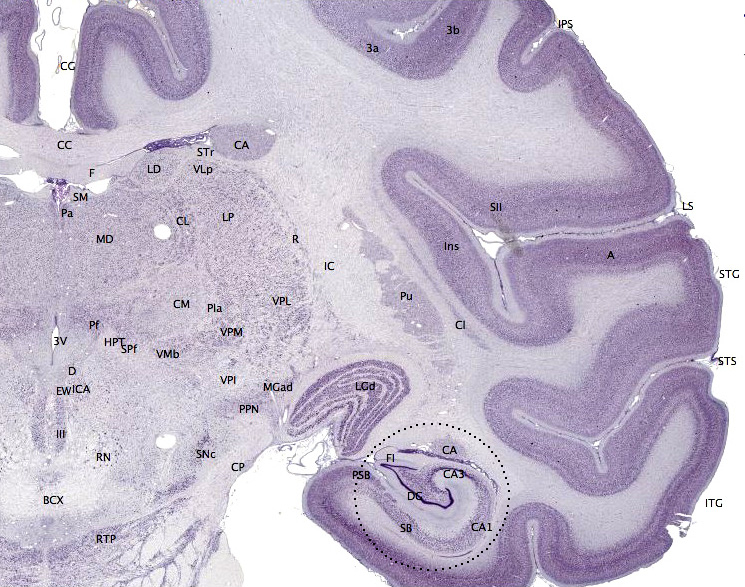
Забарвлення крезиловим фіолетовим зрізу мозку макаки

Використовується в мікробіології для гістологічних, бактеріологічних та ботанічних досліджень.
Для гістохімічних забарвлень, що виявляють кислі ліпіди, крезиловий фіолетовий додають у 5 % розчин винної кислоти.
Придатний для вітального фарбування крові, а також нервової та пухлинних тканин.